# Селест (Техас)
Селест (англ. Celeste) — місто (англ. city) в США, в окрузі Гант штату Техас. Населення — 809 осіб (2020).

## Географія
Селест розташований за координатами 33°17′30″ пн. ш. 96°11′46″ зх. д. / 33.29167° пн. ш. 96.19611° зх. д. (33.291733, -96.196235).  За даними Бюро перепису населення США в 2010 році місто мало площу 2,86 км², уся площа — суходіл. В 2017 році площа становила 3,48 км², уся площа — суходіл.

## Демографія
Згідно з переписом 2010 року, у місті мешкало 814 осіб у 294 домогосподарствах у складі 213 родин. Густота населення становила 285 осіб/км².  Було 337 помешкань (118/км²).
Расовий склад населення:
| - 92,8 % — білих - 3,2 % — чорних або афроамериканців - 0,5 % — азіатів - 0,4 % — корінних американців - 1,0 % — осіб інших рас |

До двох чи більше рас належало 2,2 %. Частка іспаномовних становила 4,8 % від усіх жителів.
За віковим діапазоном населення розподілялося таким чином: 30,6 % — особи молодші 18 років, 56,7 % — особи у віці 18—64 років, 12,7 % — особи у віці 65 років та старші. Медіана віку мешканця становила 34,6 року. На 100 осіб жіночої статі у місті припадало 103,5 чоловіків;  на 100 жінок у віці від 18 років та старших — 92,2 чоловіків також старших 18 років.
Середній дохід на одне домашнє господарство  становив 44 540 доларів США (медіана — 39 706), а середній дохід на одну сім'ю — 51 515 доларів (медіана — 46 731). За межею бідності перебувало 21,7 % осіб, у тому числі 31,7 % дітей у віці до 18 років та 12,1 % осіб у віці 65 років та старших.
Цивільне працевлаштоване населення становило 296 осіб. Основні галузі зайнятості: мистецтво, розваги та відпочинок — 17,6 %, освіта, охорона здоров'я та соціальна допомога — 14,2 %, роздрібна торгівля — 11,8 %, виробництво — 10,8 %.